# نغل (طائر)
النغل أو البندوق أو هجين طائر الحسون هو الطائر الذي يتم الحصول عليه من التزاوج بين ذكر من صنف طائر الحسون
وأنثى من صنف طائر الكناري وهذه العملية تسمى بالتهجين، وهي تزاوج لجنسين ليسا من نفس النوع.

## صفات هجين طائر الحسون ومميزاته

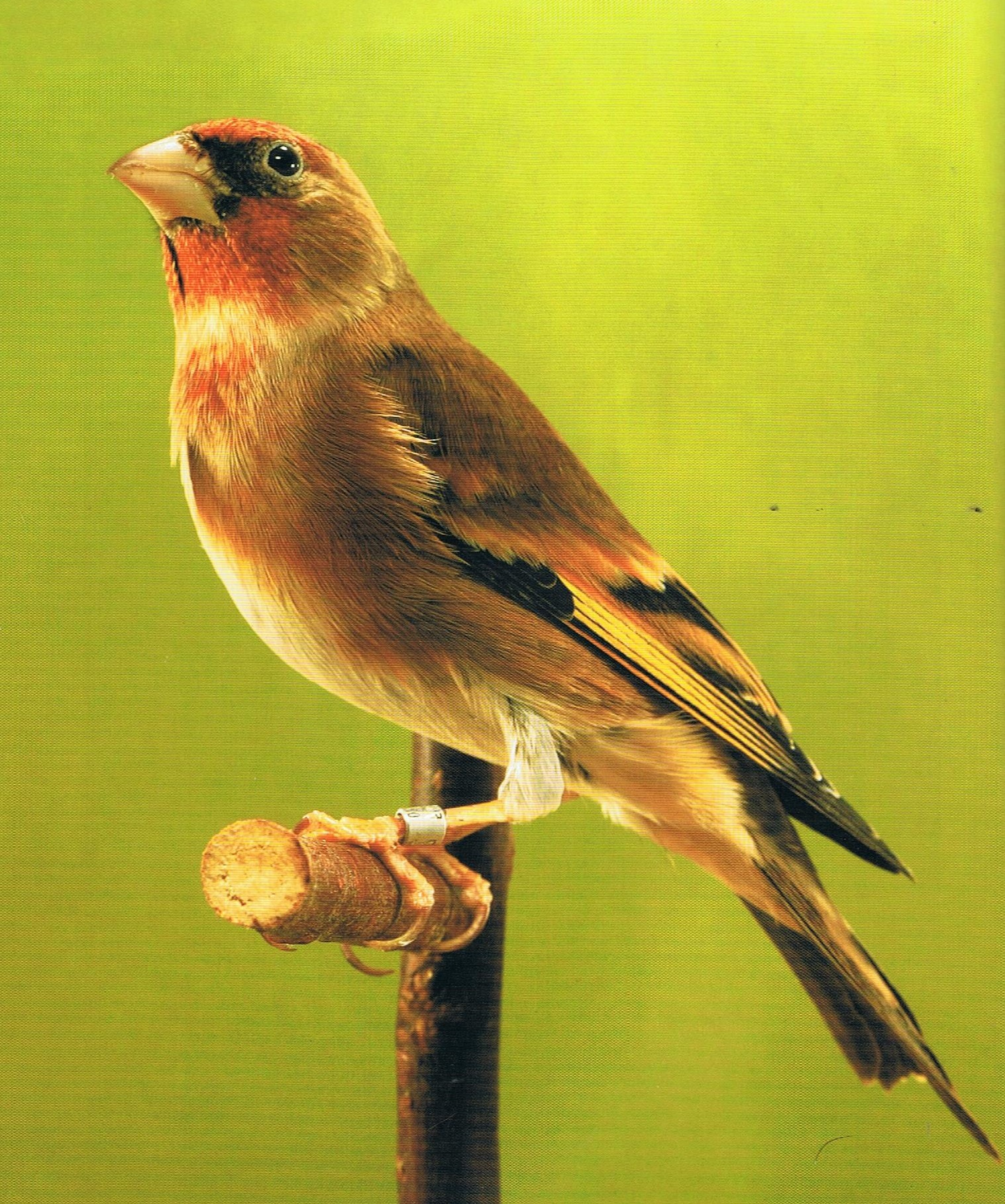
صورة هجين طائر الحسون

يأخد البندوق عدة صفات من ذكر الحسون مثل عذوبة الصوت ورقته وتنوع التغاريد بالإضافة إلى شكل التحنية فوق رأسه وبعض الاصفرار في جناحيه كما يأخد صفات من أمه أنثى الكناري مثل قوة الحنجرة والنفس الطويل في التغريد وهيئته الخارجية بالإضافة إلى شكل المنقار وبعض من لون الريش .
وكما هو معلوم فالاصناف التي نحصل عليها من عملية التهجين تكون غير قادرة على التزاوج بمعنى الإنجاب وهذا لا ينفي عليها وجود الغريزة الجنسية وعوارضها مثل قوة التغريد والهيجان وحتى محاولة التلقيح لأنثى إن وجدت لكنه تلقيح بدون تمار.ويقوم مربو الطيور بعملية التهجين لعدة أسباب منها
تميز البندوق في التغريد فهو يمتلك ذاكرة حديدة يستوعب منها أصعب المقاطع التي تقدم له من الكوبيات(أشرطة لتلقين الحسون) المهجنة ويمكنه أن يتلقن تغاريد مغايرة ومختلفة عن والديه مثل أن يغرد لطائر الحداد أو طائر العندليب.
وكل هذه الميزات لطائر الهجين أو البندوق تبقى حكرا للذكر منه بعكس الانثى الخاسر الأكبر من عملية التهجين لأنها لا تغرد، لذى تكون ذات قيمة أقل من الذكر ومع ذلك يمكن الاستفادة من أنثى البندوق بحيث تستعمل لحضن أي بيوض مقدمة لها فهي جيدة في هذه المهمة ولها من العطف والحنو على البيوض والفراخ ما يجعل بعض مربي الطيور يخصص إنات هجين لحضن بيوض لطيور أخرى مثل بيوض الحسون أو بيوض الكناري..إلخ.

## أنواع هجين طائر الحسون
كما أنه مع الاختلاف الكبير الذي تحتضنه الطبيعة للطيور المغردة والشرشوريات فهذا دفع بهوات الطيور المغردة وطيور الزينة إلى الإبحار في مجال التهجين وإحداث تزاوجات بين أنواع مختلفة ما أمكن. وهناك عدة أنواع لطائر الهجين المتفرعة من طائر الحسون وطيور أخرى مثل طائر النعار وطائر التفاحي و طائر الخضيري وطائر البوليفانش وطائر السيسكين بنعويه...إلخ، ولكل هجين ناتج من عملية تزاوج بين الحسون وأحد هذه الطيور له ما يميزه شكلا ومضمونا(صور ل 18 نوعا من هجين طائر الحسون).تختلف تسمية هجين الحسون من بلد لأخر فمن يطلق عليه اسم هجين الحسون ومن يلقبه بالمايسترو أو الميستو بالإضافة إلى البندوق والنغل.

## وصلات خارجية
- Mules and Hybrids
- "Wild birds and the law" - RSPB